# Fossfjörður
Fossfjörður är en fjord i republiken Island.   Den ligger i regionen Västfjordarna, i den västra delen av landet, 180 km norr om huvudstaden Reykjavík.
Inlandsklimat råder i trakten. Årsmedeltemperaturen i trakten är −1 °C. Den varmaste månaden är juli, då medeltemperaturen är 12 °C, och den kallaste är mars, med −7 °C.